# 河姆渡镇

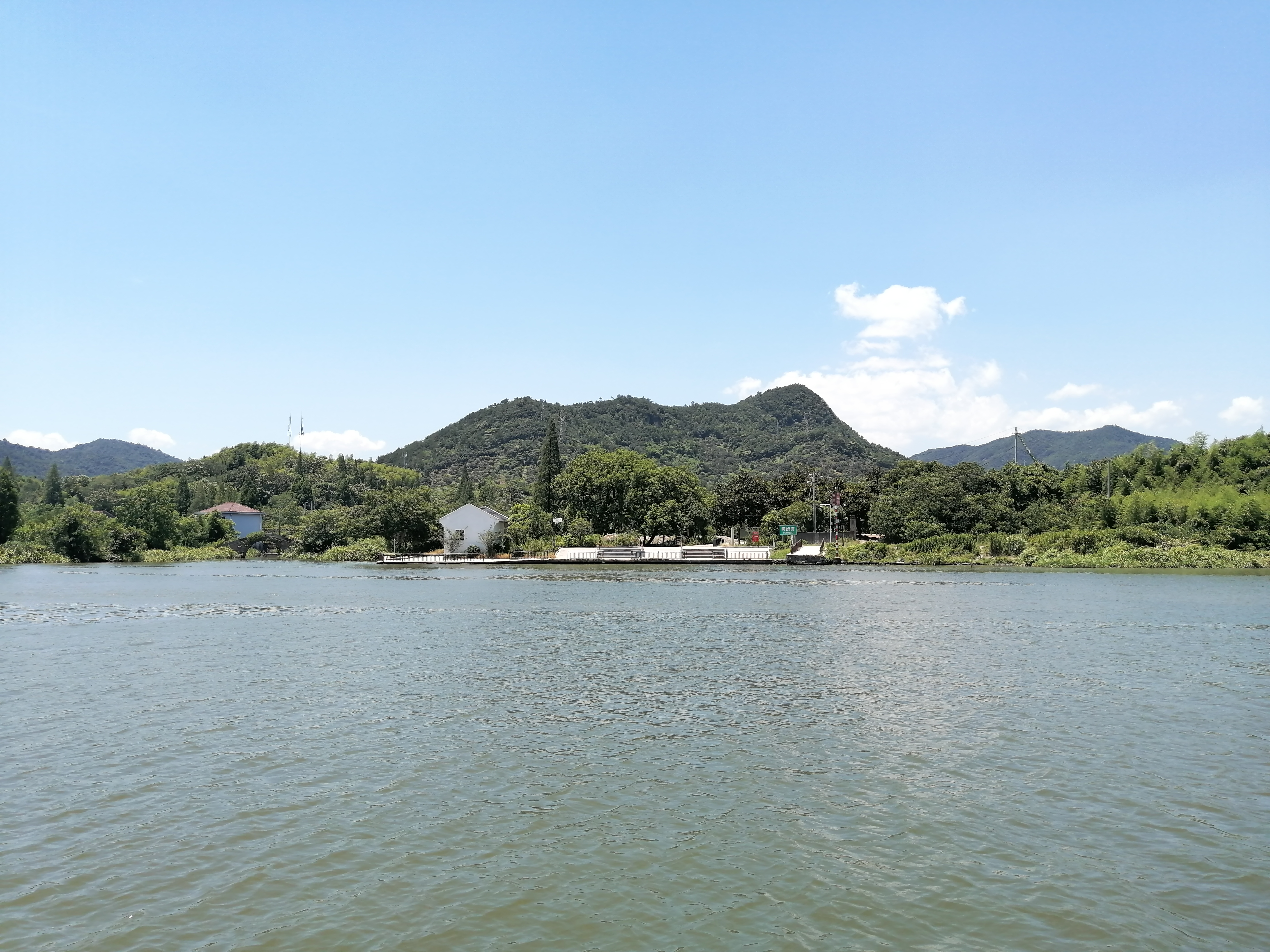
河姆渡渡口

河姆渡镇，是中华人民共和国浙江省宁波市余姚市下属的一个镇，位于余姚市东部，距宁波35公里。河姆渡镇总面积65平方公里，下辖9个行政村和3个居委会，全镇人口约2.3万人。河姆渡遗址位于河姆渡镇内。河姆渡镇的主要出产为茭白和不锈钢。

## 行政区划
下辖以下地区：
河姆渡社区、罗江村、芦山寺村、小泾浦村、江中村、翁方村、河姆渡村、车厩村、五联村和东澄村。